# 南区 (京都市)
南区（みなみく）は、京都市を構成する11区の1つである。

## 概要
久世地区に物流拠点として久世工業団地が整備されている。また、西の玄関として近年桂川駅周辺で隣接する向日市と共に再開発が行われている。

## 地理

### 地形

#### 河川
主な川
- 鴨川
- 桂川
- 西高瀬川

### 地域
- 区を構成する町：京都市南区の町名

### 人口
| 南区の人口の推移 |           |  |
| \| 1970年（昭和45年） \| 108,200人 \| \| \| 1975年（昭和50年） \| 104,423人 \| \| \| 1980年（昭和55年） \| 101,713人 \| \| \| 1985年（昭和60年） \| 101,206人 \| \| \| 1990年（平成2年） \| 98,962人 \| \| \| 1995年（平成7年） \| 98,905人 \| \| \| 2000年（平成12年） \| 97,820人 \| \| \| 2005年（平成17年） \| 98,193人 \| \| \| 2010年（平成22年） \| 98,744人 \| \| \| 2015年（平成27年） \| 99,927人 \| \| \| 2020年（令和2年） \| 101,970人 \| \| |           |  |
| 総務省統計局 国勢調査より |           |  |
| 1970年（昭和45年） | 108,200人 |  |
| 1975年（昭和50年） | 104,423人 |  |
| 1980年（昭和55年） | 101,713人 |  |
| 1985年（昭和60年） | 101,206人 |  |
| 1990年（平成2年） | 98,962人  |  |
| 1995年（平成7年） | 98,905人  |  |
| 2000年（平成12年） | 97,820人  |  |
| 2005年（平成17年） | 98,193人  |  |
| 2010年（平成22年） | 98,744人  |  |
| 2015年（平成27年） | 99,927人  |  |
| 2020年（令和2年） | 101,970人 |  |

### 隣接自治体・行政区
京都府
- 京都市（下京区、東山区、伏見区、右京区、西京区）
- 向日市

## 歴史

### 沿革
明治
- 1889年（明治22年） - 現在の南区の範囲に市町村制施行で以下の6村が誕生

大正
- 1918年（大正7年） - 葛野郡大内村・七条村と、紀伊郡東九条村・上鳥羽村の一部（十条通以北）が下京区に編入

昭和
- 1931年（昭和6年） - 紀伊郡吉祥院村・上鳥羽村が下京区に編入
- 1955年（昭和30年） - 9月1日 下京区から分区して誕生
- 1959年（昭和34年） - 11月1日 乙訓郡久世村を編入

## 施設

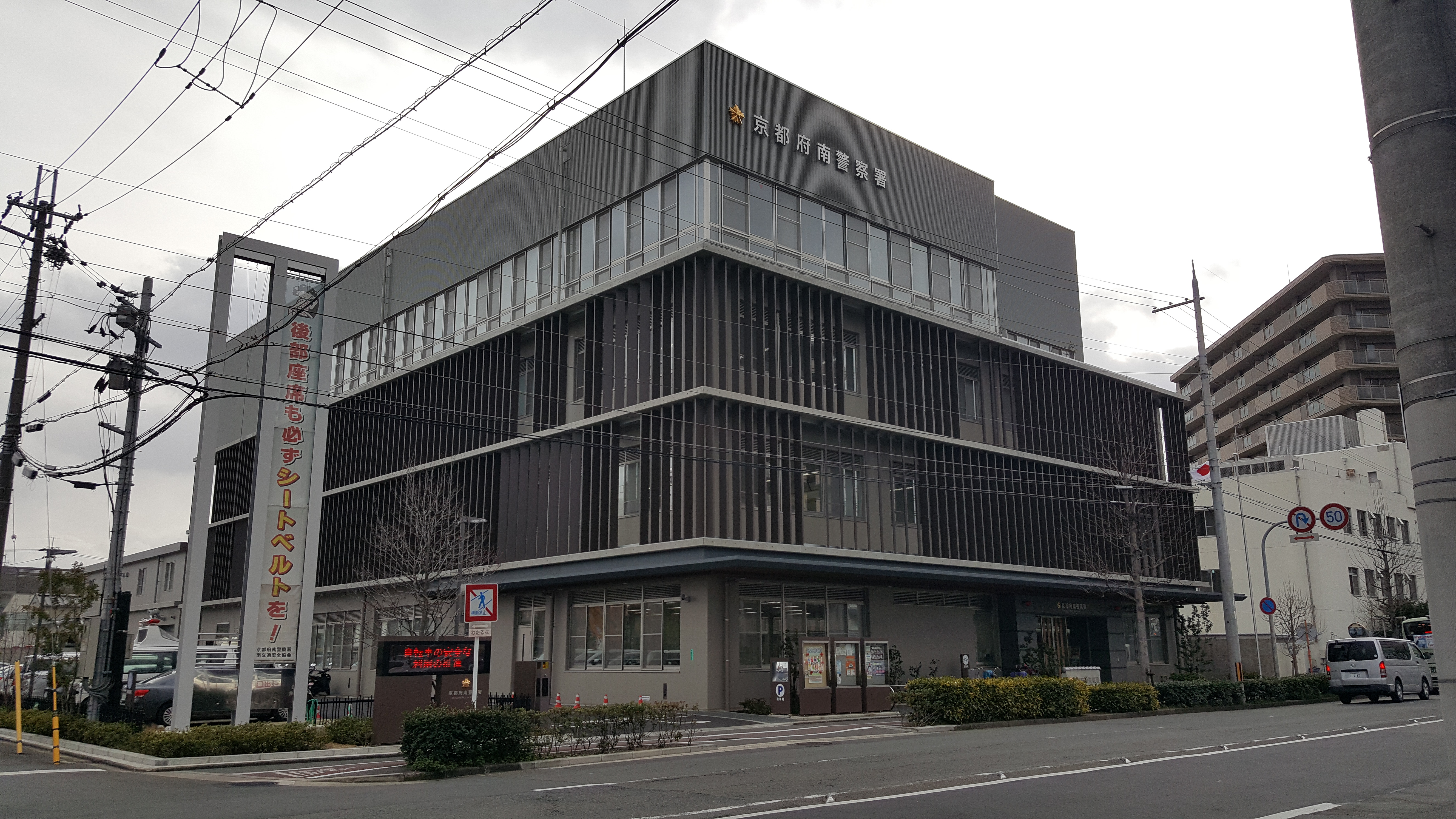
京都府南警察署

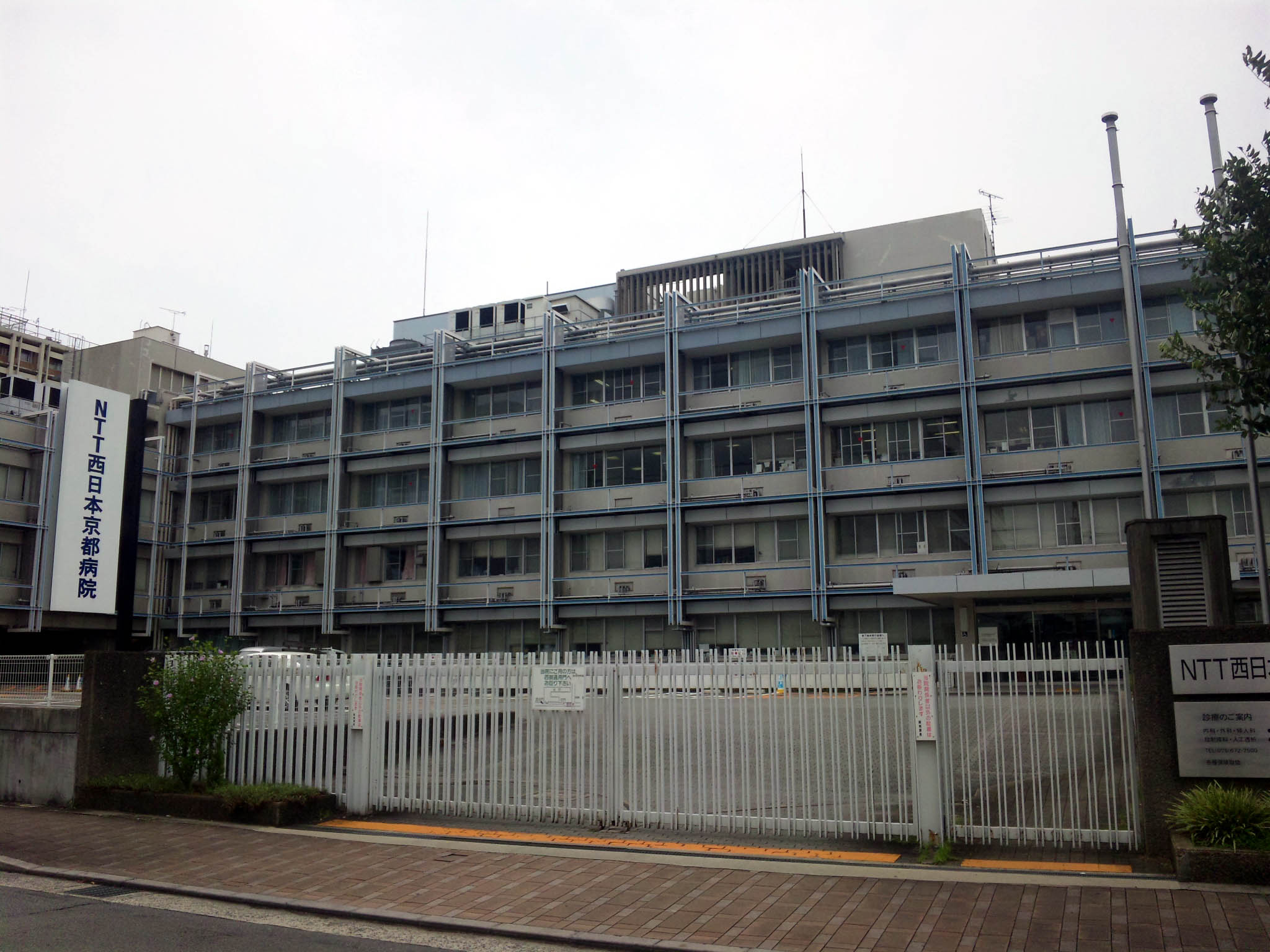
洛和会東寺南病院

### 警察
警察署
- 京都府南警察署

交番
- 東寺前交番（南区大宮通八条下ル九条町）
- 唐橋交番（南区唐橋川久保町）
- 山王交番（南区東九条東山王町）
- 陶化交番（南区東九条南松ノ木町）
- 下殿田交番（南区東九条下殿田町）
- 祥栄交番（南区吉祥院石原東之口町）
- 上鳥羽交番（南区上鳥羽城ケ前町）
- 祥豊交番（南区吉祥院西ノ庄淵ノ西町）
- 久世交番（南区久世大薮町）

### 消防
消防署
- 京都市南消防署（南区西九条菅田町4-1）

出張所
- 京都駅西：南区西九条戒光寺町2番地
- 吉祥院：南区吉祥院御池町6
- 西八条：南区吉祥院西ノ庄淵ノ西町42
- 久世：南区久世中久世町2-129-2

### 医療
主な病院
- 吉祥院病院
- 洛和会東寺南病院

### 郵便局
- 下京区から分区した名残で、南区の担当集配郵便局が、下京区にある京都中央郵便局（南区北端部と至近）となっている。ただし、1968年に導入された郵便番号では下京区と区別するため「601」となり、1998年の7桁化時には「601-8XXX」となった。なお、「601-XXXX」は京都市北部山間部（旧京北町を含む、左京区久多を除く）や伏見区醍醐地区、宇治市笠取地区、南丹市美山町でも使われている。

主な郵便局
- 京都中央郵便局（下京区） - 600-0000、600-8xxx、601-0000、601-8xxx

## 経済

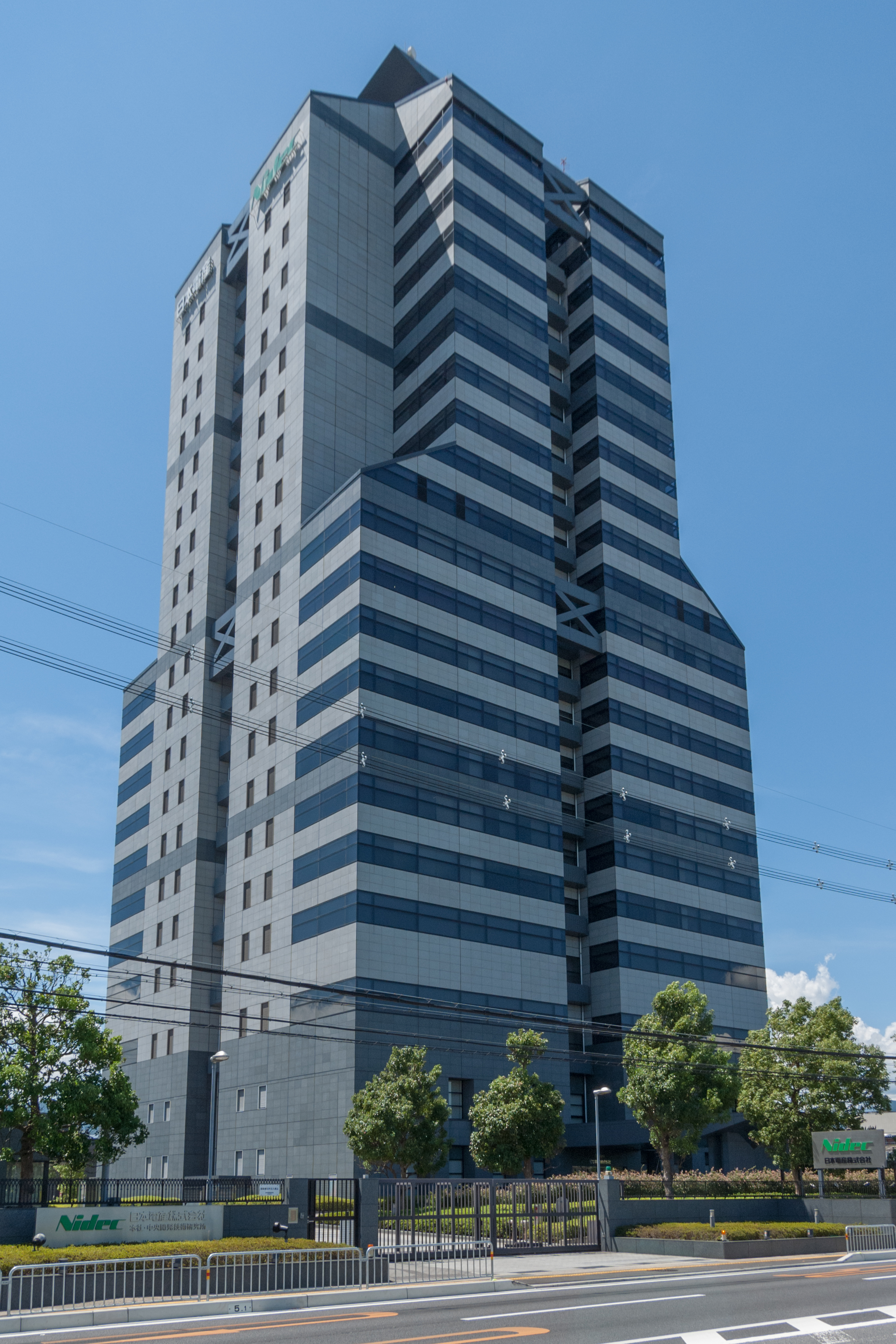
ニデック本社（京都府最高層の超高層ビルである）

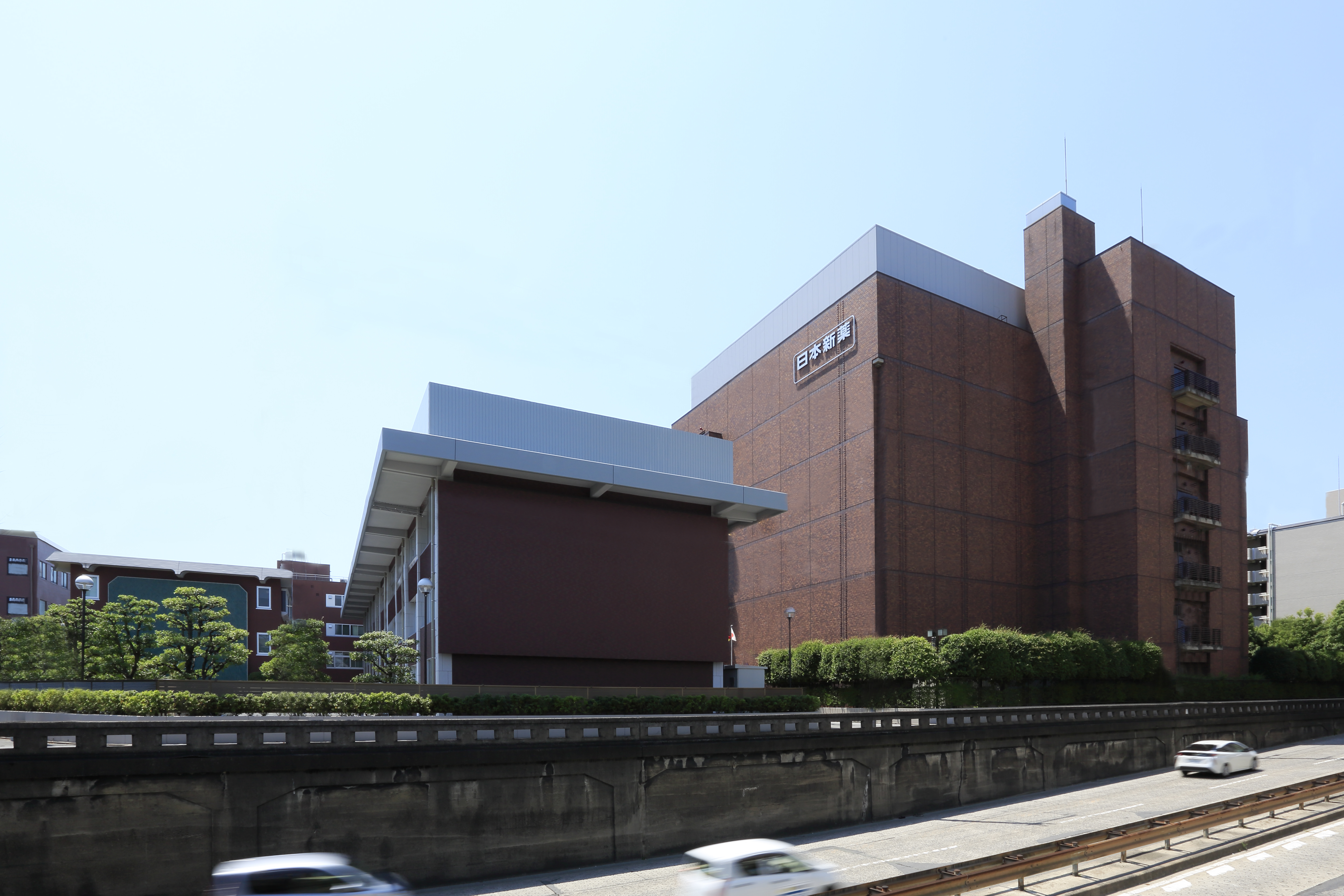
日本新薬

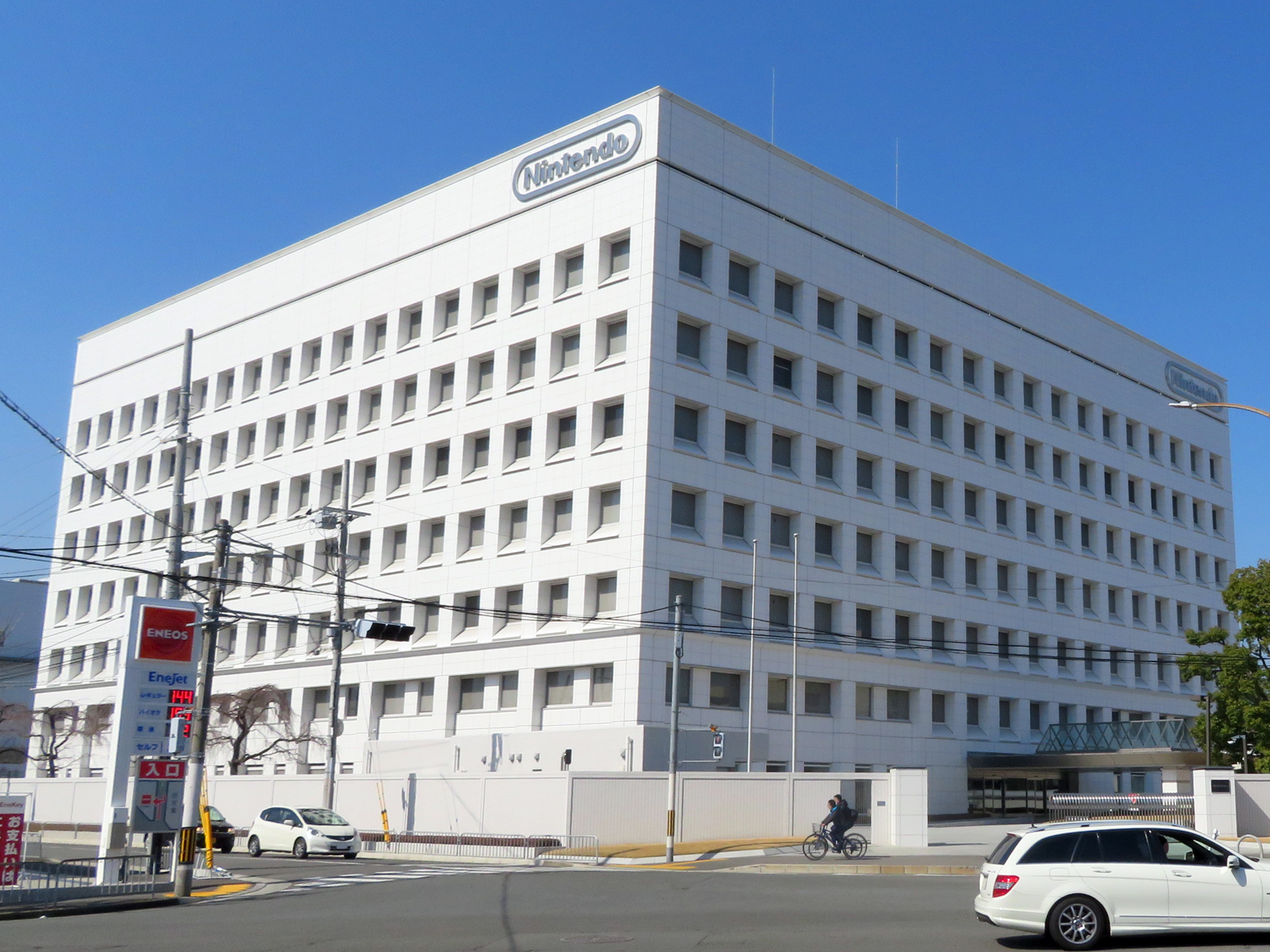
任天堂本社

当区から伏見区にかけて産業振興拠点で新都心として整備された「らくなん進都」の地区が広がり、京都市の11区中では大企業の本社が多い。
また、京都府情報産業協会などの業界団体や京都市中央卸売市場第二市場も拠点を置いている。

### 第三次産業

#### 商業
主な商業施設
- イオンモール京都桂川
- イオンモールKYOTO
- イオン洛南ショッピングセンター
- 京都アバンティ
- ダイエー桂南店

### 本社を置く企業
- SGホールディングス
- 佐川急便
- ジーエス・ユアサコーポレーション
- 第一工業製薬（登記上の本店は下京区）
- チェリオコーポレーション
- TOWA
- 西村製作所
- ニッセンホールディングス
- 日本新薬
- ニデック
- 任天堂
- 堀場製作所
- ワコール
- 和多田印刷

## 生活基盤

### ライフライン

#### 上下水道
- 京都市上下水道局（本部）

#### 電信
- NTT西日本
  - NTTコムウェア京都

## 教育

### 専修学校
私立
- 京都コンピュータ学院京都駅前校
- 京都自動車専門学校

### 高等学校
市立
- 京都市立開建高等学校
- 京都府立鳥羽高等学校

私立
- 洛南高等学校

### 小中一貫校
市立
- 凌風学園

### 中学校
市立
- 京都市立八条中学校
- 京都市立九条中学校
- 京都市立洛南中学校
- 京都市立久世中学校

私立
- 洛南高等学校附属中学校

### 小学校
市立
- 京都市立九条弘道小学校
- 京都市立九条塔南小学校
- 京都市立南大内小学校
- 京都市立唐橋小学校
- 京都市立吉祥院小学校
- 京都市立祥栄小学校
- 京都市立祥豊小学校
- 京都市立上鳥羽小学校
- 京都市立大藪小学校
- 京都市立久世西小学校

私立

### 保育園
私立
- 永興くじょう保育園

## 交通

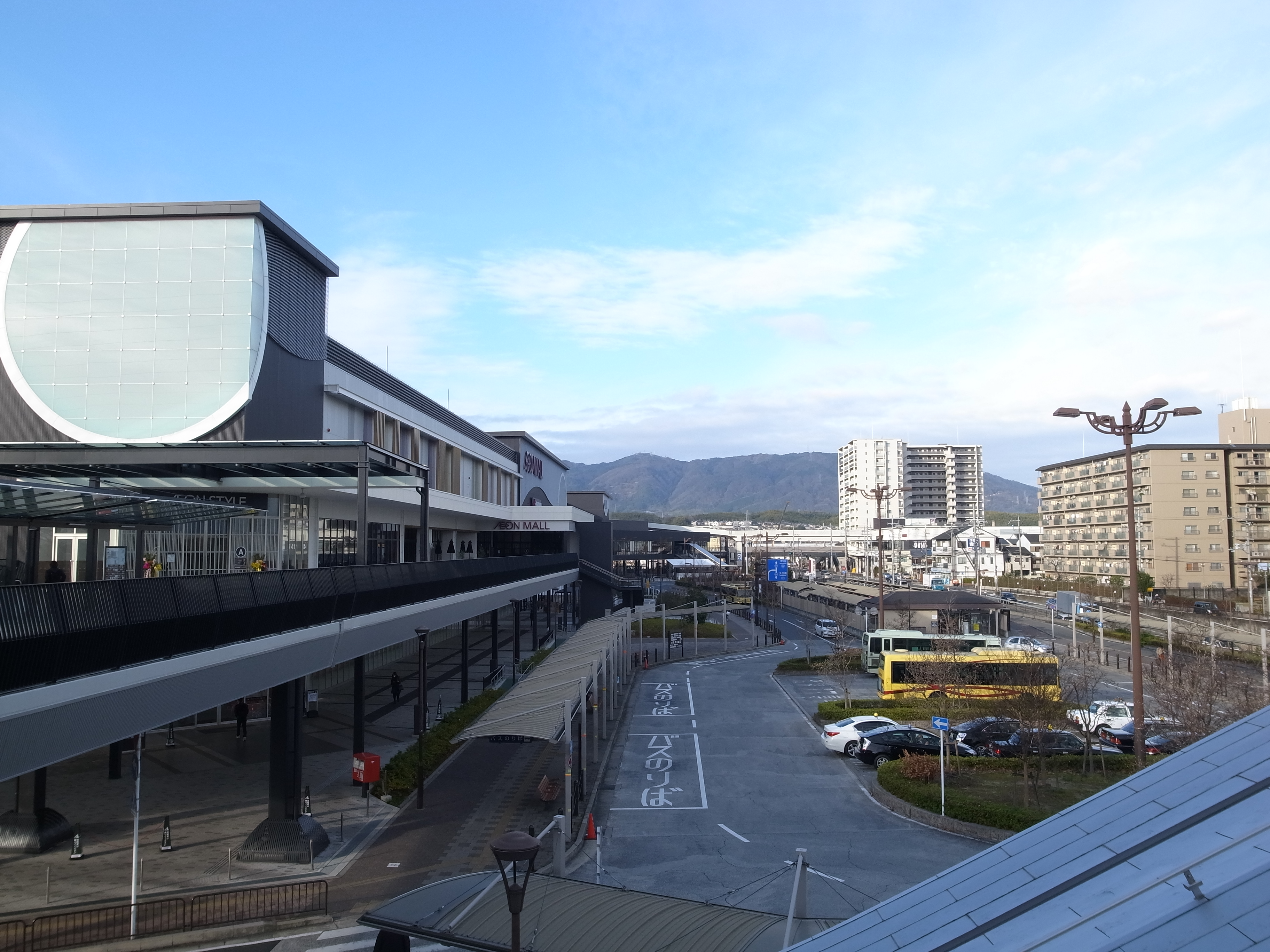
桂川駅前

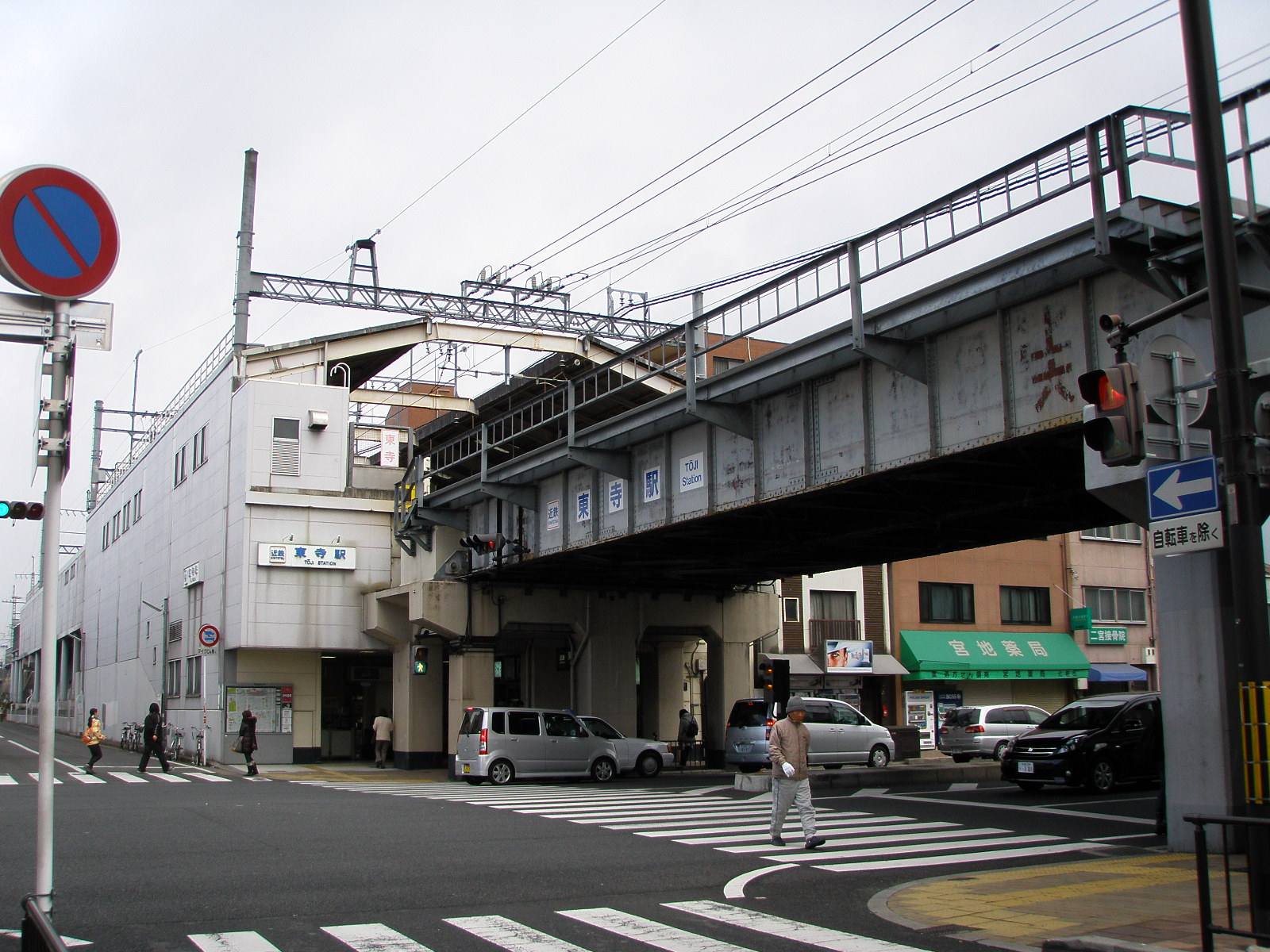
東寺駅

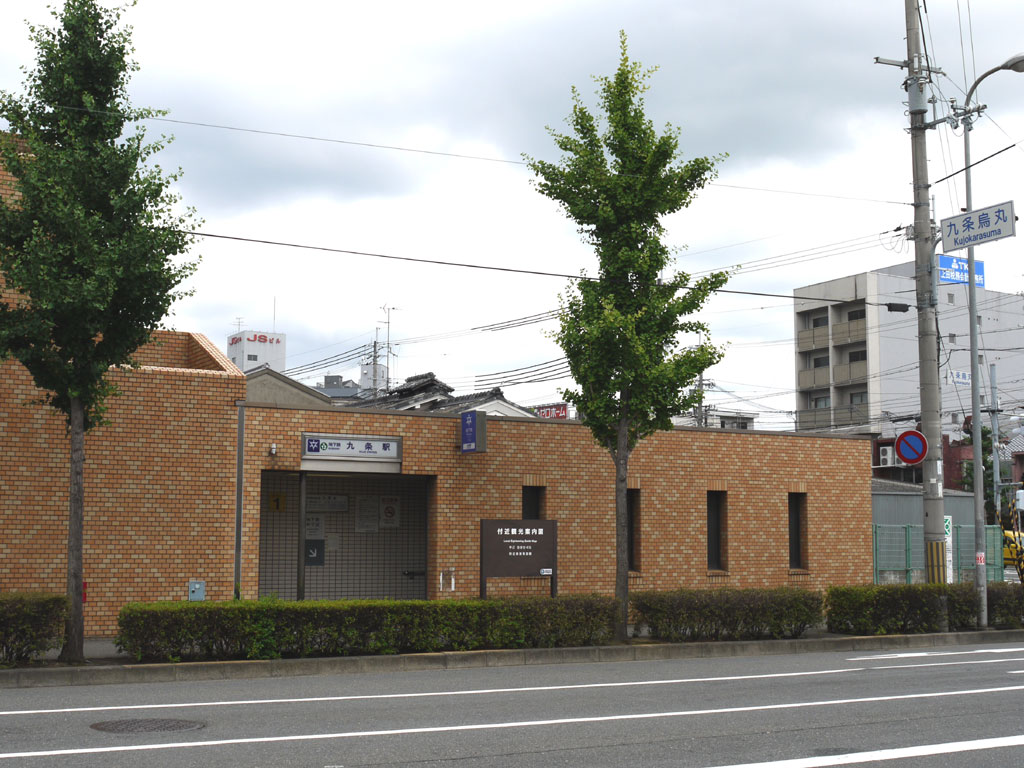
九条駅

### 鉄道
・区役所の最寄駅：近鉄十条駅
JR西日本
東海道本線（JR京都線）
（至京都駅）←西大路駅 - 桂川駅→（至大阪駅）
- 西大路駅を出た後いったん西京区に入り、その後再び南区に入った地域に桂川駅がある。

近畿日本鉄道
B京都線
（至京都駅）←東寺駅 - 十条駅→（至大和西大寺駅）
京都市営地下鉄
烏丸線
（至国際会館駅）←九条駅 - 十条駅 →（至竹田駅）

### バス

#### 路線バス
- 京都市営バス
- 京阪バス
- 西日本ジェイアールバス

営業所
- 京都市営バス九条営業所
- 西日本ジェイアールバス京都営業所

### 道路

#### 高速道路
- 名神高速道路
  - - 京都南JCT - 京都南IC（伏見区との区界にある）- 桂川PA -
- 第二京阪道路
  - - 鴨川西IC - 上鳥羽JCT（計画） - 上鳥羽IC -

#### 国道
- 国道1号
- 国道24号
- 国道171号

※区内の国道は、全線が国土交通省直轄指定区間

#### 府道
主要地方道
- 京都府道14号大阪高槻京都線（国道171号重複）
- 京都市道181号京都環状線
- 京都市道184号宇多野吉祥院線

一般府道
- 京都府道114号七条大宮四ツ塚線
- 京都府道115号伏見港京都停車場線
- 京都府道123号水垂上桂線
- 京都府道142号沓掛西大路五条線
- 京都府道143号四ノ宮四ツ塚線
- 京都府道201号中山稲荷線
- 京都府道202号伏見向日線
- 京都府道207号上久世石見上里線

## 観光

### 名所・旧跡
主な寺院
- 安祥院（大藪山仁王護國院）
- 九品寺
- 城興寺
- 大通寺
- 宝菩提院
- 西寺
- 東寺

主な神社
- 綾戸国中神社
- 吉祥院天満宮
- 六孫王神社
- 鎌達稲荷神社

主な史跡
- 鳥羽離宮
- 羅城門跡

### 観光スポット
公園
- 勧進橋児童公園（都市公園）
- 桂川緑地 - 桂川河川敷の緑地公園
- 戒光寺公園

娯楽
- 京都みなみ会館

## 文化・名物

### 名産・特産
- 九条葱

### スポーツ
ソフトボール
- SGホールディングスギャラクシースターズ（JDリーグ）

## 出身関連著名人
- 今いくよ（漫才師・吉本興業）
- 大隣憲司（プロ野球・千葉ロッテマリーンズ選手）
- 木元邦之（プロ野球・元オリックス・バファローズ選手）
- 斉藤和巳（プロ野球・元福岡ソフトバンクホークス選手）
- 島田紳助（元タレント・吉本興業）
- 西田昌司（税理士・政治家）
- 平尾誠二（元ラグビー日本代表選手・元日本代表監督）
- ROLLY（ミュージシャン、音楽プロデューサー）